# Vela nos Jogos Olímpicos de Verão de 2004 - 49er
As provas da classe 49er da vela nos Jogos Olímpicos de Verão de 2004 ocorreram entre 17 e 26 de agosto daquele ano no Centro Olímpico de Vela Agios Kosmas, em Atenas, na Grécia. O programa compunha dezesseis regatas. Para esta classe, houve 38 velejadores, em 19 barcos, de 19 nações inscritas.

## Calendário
| ● | Regatas práticas | ● | Dias de competição | ● | Último dia das regatas |

| Data | Agosto | Agosto | Agosto | Agosto | Agosto | Agosto | Agosto | Agosto | Agosto | Agosto          | Agosto | Agosto | Agosto | Agosto          | Agosto | Agosto | Agosto | Agosto |
| Data | 12 Qui | 13 Sex | 14 Sáb | 15 Dom | 16 Seg | 17 Ter | 18 Qua | 19 Qui | 20 Sex | 21 Sáb          | 22 Dom | 23 Seg | 24 Ter | 25 Qua          | 26 Qui | 27 Sex | 28 Sáb | 29 Dom |
| ---- | ------ | ------ | ------ | ------ | ------ | ------ | ------ | ------ | ------ | --------------- | ------ | ------ | ------ | --------------- | ------ | ------ | ------ | ------ |
| 49er | ●      | ●      |        |        |        | ●      | ● ● ●  | ● ●    | ● ● ●  | Dia de descanso | ● ●    | ●      | ● ● ●  | Dia de descanso | ●      |        |        |        |

## Medalhistas
A dupla espanhola Iker Martínez e Xabier Fernández finalizou a competição em primeiro lugar, conquistando a medalha de ouro. A prata firmou-se com os ucranianos Rodion Luka e George Leonchuk. Por fim, a medalha de bronze ficou com Chris Draper e Simon Hiscocks, da Grã-Bretanha.
|  | ESP Espanha                    |  | UKR Ucrânia                 |  | GBR Grã-Bretanha            |
|  | Iker Martínez Xabier Fernández |  | Rodion Luka George Leonchuk |  | Chris Draper Simon Hiscocks |

## Resultados
Estes foram os resultados da competição:
| Pos.              | Velejadores                                     | Regatas | Regatas | Regatas | Regatas | Regatas | Regatas | Regatas | Regatas | Regatas | Regatas | Regatas | Regatas | Regatas | Regatas | Regatas | Regatas | Pontos | Pontos |
| Pos.              | Velejadores                                     | 1       | 2       | 3       | 4       | 5       | 6       | 7       | 8       | 9       | 10      | 11      | 12      | 13      | 14      | 15      | 16      | Tot.   | Net    |
| ----------------- | ----------------------------------------------- | ------- | ------- | ------- | ------- | ------- | ------- | ------- | ------- | ------- | ------- | ------- | ------- | ------- | ------- | ------- | ------- | ------ | ------ |
| Medalha de ouro   | ESP Iker Martínez / Xabier Fernández            | 3       | 11      | 7       | 5       | 1       | 12      | 2       | 6       | 12      | 1       | 8       | 2       | 8       | 2       | 4       | 7       | 91.0   | 67.0   |
| Medalha de prata  | UKR Rodion Luka / George Leonchuk               | 4       | 15      | 3       | 7       | 2       | 10      | 7       | 5       | 9       | 5       | 3       | 10      | 6       | 5       | 3       | 3       | 97.0   | 72.0   |
| Medalha de bronze | GBR Chris Draper / Simon Hiscocks               | 8       | 5       | 6       | 3       | 10      | 8       | 1       | 13      | 11      | 8       | 2       | 4       | 1       | 9       | 6       | 6       | 101.0  | 77.0   |
| 4                 | NOR Christoffer Sundby / Frode Bovim            | 1       | 3       | 9       | OCS     | 6       | 4       | 13      | 8       | 15      | 11      | 6       | 9       | 11      | 3       | 2       | 2       | 123.0  | 88.0   |
| 5                 | USA Tim Wadlow / Pete Spaulding                 | 7       | 8       | 5       | OCS     | 9       | 9       | 8       | 3       | 1       | 13      | 7       | 3       | 10      | 11      | 1       | 10      | 125.0  | 92.0   |
| 6                 | BRA André Fonseca / Rodrigo Duarte              | 2       | 4       | 13      | 13      | 3       | 3       | 5       | 12      | 10      | 12      | 5       | 15      | 12      | 10      | 8       | 5       | 132.0  | 104.0  |
| 7                 | AUS Chris Nicholson / Gary Boyd                 | 13      | 6       | 15      | 1       | 17      | 18      | 10      | 1       | 7       | 3       | 1       | 17      | 2       | 1       | OCS     | 11      | 143.0  | 105.0  |
| 8                 | FIN Thomas Johanson / Jukka Piirainen           | 14      | 7       | 2       | 9       | 8       | 6       | 9       | 7       | 5       | 6       | 9       | 13      | 14      | 12      | 15      | 4       | 140.0  | 111.0  |
| 9                 | GER Marcus Baur / Max Groy                      | 9       | 2       | 1       | 8       | 14      | 16      | 15      | 11      | 16      | 2       | 12      | 6       | 5       | 14      | DNF     | 1       | 152.0  | 116.0  |
| 10                | AUT Nico Delle Karth / Nikolaus Resch           | 5       | 13      | 11      | 6       | 5       | 14      | 6       | 17      | 13      | 4       | 15      | 8       | 13      | 4       | 12      | 8       | 154.0  | 122.0  |
| 11                | FRA Marc Audineau / Stéphane Christidis         | 6       | 10      | 14      | 11      | 16      | 1       | 12      | 14      | 4       | 18      | 11      | 11      | 4       | 8       | 10      | 14      | 164.0  | 130.0  |
| 12                | SUI Chris Rast / Christian Steiger              | 11      | 9       | 12      | 2       | OCS     | 7       | 16      | 16      | 3       | 10      | 10      | 16      | 7       | 16      | 9       | 9       | 173.0  | 137.0  |
| 13                | DEN Michael Hestbæk / Dennis Dengsø Andersen    | 16      | 17      | 17      | 10      | 7       | 11      | 3       | 15      | 6       | 7       | 17      | 1       | 15      | 6       | 11      | 13      | 172.0  | 138.0  |
| 14                | ITA Pietro Sibello / Gianfranco Sibello         | DSQ     | 1       | 4       | 12      | 11      | 17      | 4       | 9       | 14      | 15      | 16      | 5       | 9       | 17      | 5       | 16      | 175.0  | 138.0  |
| 15                | JPN Kenji Nakamura / Masato Takaki              | 12      | 14      | 19      | OCS     | 4       | 2       | 19      | 4       | 2       | 14      | 4       | 7       | 17      | 18      | 14      | 15      | 185.0  | 146.0  |
| 16                | IRL Tom Fitzpatrick / Fraser Brown              | 10      | 16      | 10      | 4       | 12      | 5       | 17      | 2       | 17      | 16      | 14      | 14      | DSQ     | 7       | 13      | 12      | 189.0  | 152.0  |
| 17                | GRE Athanasios Pachoumas / Vasileios Portosalte | 15      | 12      | 8       | 14      | 15      | 13      | 14      | 18      | 8       | 17      | DSQ     | 12      | RDG     | 15      | 7       | OCS     | 221.4  | 181.4  |
| 18                | POL Marcin Czajkowski / Krzysztof Kierkowski    | DSQ     | 18      | 16      | OCS     | 13      | 15      | 11      | 10      | 18      | 9       | 13      | 18      | 3       | 13      | 16      | 17      | 230.0  | 190.0  |
| 19                | IND Malav Shroff / Sumeet Patel                 | 17      | 19      | 18      | 15      | 18      | 19      | 18      | 19      | 19      | 19      | 18      | 19      | DNC     | 19      | 17      | 18      | 292.0  | 253.0  |

### Classificação diária

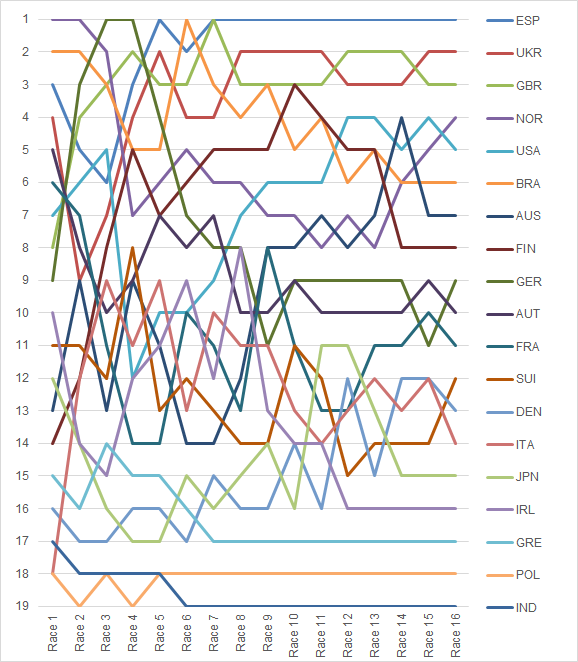
Gráfico mostrando a classificação diária na classe.